# Notropis perpallidus
Notropis perpallidus (tên tiếng Anh là Colorless Shiner) là một loài cá vây tia thuộc họ Cyprinidae.
Loài này chỉ có ở Hoa Kỳ.